# Sonoraphlyctis ranzonii
Sonoraphlyctis ranzonii är en svampart som beskrevs av Letcher 2008. Sonoraphlyctis ranzonii ingår i släktet Sonoraphlyctis och familjen Sonoraphlyctidaceae.   Inga underarter finns listade i Catalogue of Life.